# Korgen
Korgen is een plaats in de Noorse gemeente Hemnes, provincie Nordland. Korgen telt 846 inwoners (2007) en heeft een oppervlakte van 1,22 km².